# André Chénier
André Marie de Chénier (Constantinoble, 30 d'octubre de 1762 - París, 25 de juliol de 1794), anomenat André Chénier, fou un poeta en llengua francesa.
Va nàixer a Constantinoble, (l'actual Istanbul), va traduir des de l'adolescència poetes grecs i va estar fascinat per la poesia clàssica. Va anar a França, i va freqüentar els ambients literaris i els salons aristocràtics.
Rere haver treballat com a secretari a l'ambaixada de França a Londres durant tres anys (1787-1790), va tornar i va participar en la revolució francesa, però va esdevenir un defensor fervent de la llibertat i va participar sobretot en la defensa de Lluís XVI. Va col·laborar al Journal de Paris (periòdic de París), òrgan dels moderats, i va condemnar els excessos en violents articles contra Jacques Pierre Brissot, Jean-Paul Marat i d'altres.
Va ser detingut el 7 de març de 1794, empresonat a Saint-Lazare, condemnat a mort i executat el 25 de juliol. Hom suposa que va ser soterrat amb les altres víctimes d'"el Terror" al cementeri de Picpus a París.
El seu destí va inspirar dues òperes: la molt coneguda d'Umberto Giordano, Andrea Chénier, l'estrena de la qual va tenir lloc a La Scala de Milà, el 28 de març de 1896; i la molt menys difosa André Chénier, del compositor nord-català Josep Coll.

## Obra
- Elegies (1791)
- Odes (1791)
- Le Jeu de Paume (1791)
- Aux Suisses de Châteauvieux (1792)
- Iambes (1794)
- Les Bucòliques, pòstum (1819)